# 학온동
학온동(鶴溫洞)은  대한민국 경기도 광명시의 동이다.

## 개요
학온동은 지리적으로 시흥시 과림동, 논곡동 및 안양시 만안구 박달동과 연접해 있으며 제2경인고속도로, 서해안고속도로, 광명로, 가학로, 서독로 등 사통팔달의 교통의 중심지로서 성장 잠재력이 무한한 최고의 전원도시이다. 또한 학온동은 타동과는 다르게 전 지역이 자연녹지 지역이며 개발제한구역으로 16개 자연 부락별 집성촌 중심의 전형적인 농촌이다. 면적은 12.90km2로서 광명시 전체 면적의 33.5%를 차지하는 방대한 지역이며, 도처에 선조들의 숨결을 느낄 수 있는 문화유산들이 산재해 있는 곳이기도 하다. 광명동굴 또한 학온동에 있는 가학산에 위치해 있다.

## 역사
- 삼국시대 잉벌노현
- 통일신라시대 곡양현
- 고려시대 금주현
- 조선초기 경기도 금천현 남면
- 조선말기 경기도 시흥현 남면 가학리, 유등리, 노온곡리, 노온사리, 아방리
- 1914년 경기도 시흥군 서면 노온사리, 가학리
- 1979년 경기도 시흥군 소하읍 노온사리, 가학리
- 1980년 서울통화권 편입
- 1981년 경기도 광명시 노온사동, 가학동 (행정동: 학온동)

## 변천
가학동은 조선 후기 시흥군 남면 가학리·유등리·노온곡리 지역으로 1914년 금천(시흥)·안산·과천 등 3개의 군을 시흥군으로 통합하면서 시흥군 서면 가학리로 되었다. 1964년 가학1~5리로 개편되었고, 1979년 서면이 소하읍으로 승격하였다. 1981년 7월 1일 시흥군 소하읍이 광명시로 승격되면서 광명시 가학동으로 개칭되었다.
노온사동은 조선 후기 시흥군 남면 노온사리·아방리 지역으로 1914년 금천(시흥)군·안산군·과천군을 시흥군으로 흡수통합함에 따라 시흥군 서면 노온사리로 되었다. 1964년 노온사1~4리로 개편되었고, 1979년 서면이 소하읍으로 승격되었다. 1981년 7월 1일 시흥군 소하읍이 광명시로 승격되면서 광명시 노온사동이 되었다.

## 법정동
- 가학동
- 노온사동

## 교육
- 안서초등학교 (가학동)
- 온신초등학교 (노온사동)